# Julskov
Julskov (dansk) eller Juhlschau (tysk) er en bebyggelse beliggende omtrent tre km nordøst for Oversø i nærheden af Trenen og Træsøen i det vestlige Angel i Sydslesvig. Administrativt hører Julskov under Oversø Kommune i Slesvig-Flensborg kreds i den nordtyske delstat Slesvig-Holsten. I kirkelig henseende hører stedet under Oversø Sogn. Sognet lå i Ugle Herred (Flensborg Amt, Sønderjylland), da området tilhørte Danmark.
Julskov er første gang nævnt 1472. Hvis navnet oprindeligt har initialt H- er forleddet substantiv hjul og navnet kan i så fald betyde skoven, hvor der hentes materiale til vognhjul. Hvis  det har initialt I- er forleddet dyrenavnet olddansk iughul (oldnordisk īgull) for pindsvin. Stednavneforsker Kok formoder herkomst af mandsnavnet Jul. Julskov er beliggende i et bakket landskab med højder op til 65 m. Nærmeste landsbyer i omegnen er Munkvolstrup med Arnkielparken i nordvest, Lille Solt med Lillesoltmark i nordøst og øst, Soltbro og Holmark med Holmark Sø i øst samt den ved Trenen beliggende Ågård i syd. Agerjorden nordvest for Julskov kaldes for Kælderhule, forleddet bruges måske om en fordybning.